# Hit in the USA
Hit in the USA è un brano musicale del gruppo musicale J-Rock giapponese Beat Crusaders, pubblicato come singolo ed utilizzato come sigla d'apertura dell'anime Beck: Mongolian Chop Squad.
Hit in the USA è stato pubblicato dalla DefSTAR il 20 ottobre 2004. In seguito il brano è stato incluso anche nell'album del 2005 P.O.A.: Pop on Arrival, ed in un maxi singolo contenente altri due brani presenti nella colonna sonora di Beck. Il singolo è riuscito ad arrivare sino alla sedicesima posizione della classifica dei singoli più venduti in Giappone Oricon.
Del brano sono stati resi disponibili due video musicali alternativi, pubblicati sul canale YouTube del gruppo.

## Tracce
CD SingleDFCL-1167
1. Hit in the USA – 2:59
2. Supercollider – 3:01
3. B.A.D. – 3:43

Durata totale: 9:43

## Classifiche
| Classifica (2004) | Posizione massima |
| ----------------- | ----------------- |
| Giappone          | 16                |